# 인슐린

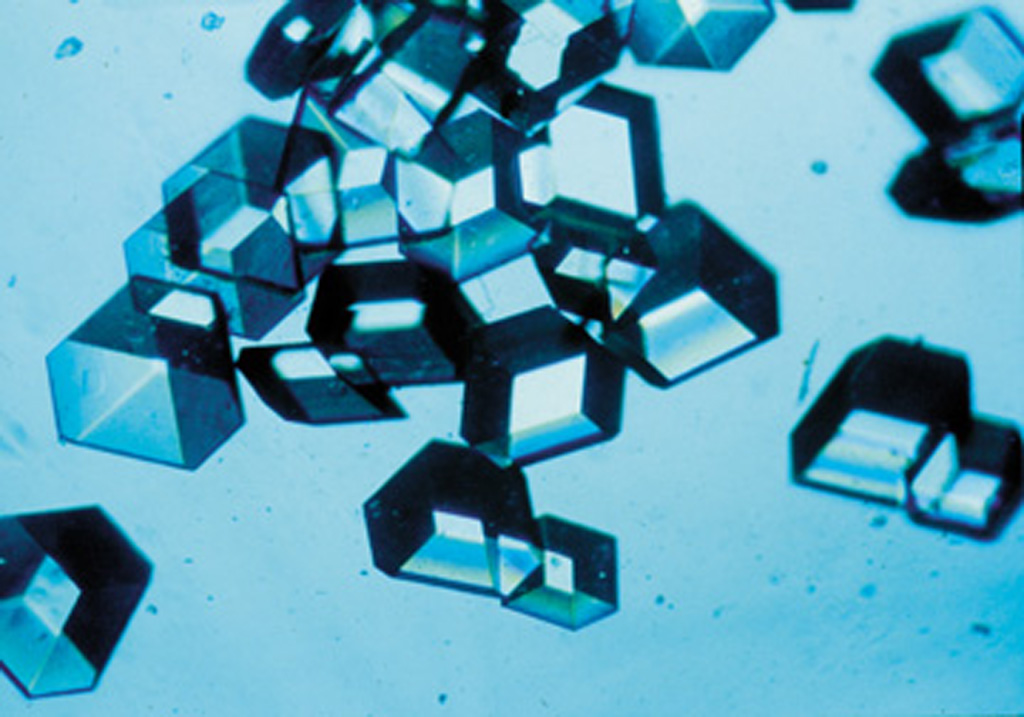

인슐린(영어: insulin, 영어로 island란 의미를 갖는 라틴어 insula에서 유래됨)은 포도당을 글리코겐으로 변환시켜 우리 몸의 물질대사 체계에 중요한 역할을 하는 호르몬 중 하나이다. 이자의 랑게르한스섬 베타 세포에서 분비되며, 혈액 속의 포도당 수치인 혈당량을 일정하게 유지시키는 역할을 한다. 혈당량이 일정 이상으로 높아지면 인슐린이 분비되며, 혈액내의 포도당을 세포 내로 유입해 다시 다당류(글리코겐)의 형태로 저장하는 작용을 촉진시킨다. 이러한 인슐린의 분비에 이상이 있는 사람의 경우에는 당뇨병에 걸린다.
또한 인슐린은 생화학 역사에 있어서 매우 중요한 분자이기도 하다. 맨 처음 1차 구조식이 발견된 단백질이다. 1921년, 캐나다 토론토 대학의 프레더릭 밴팅과 찰스 베스트 박사에 의하여 최초로 이자에서 채취하여 인슐린의 결정을 얻어냈다. 그 후 1955년, 프레더릭 생어 박사가 처음으로 생거법을 사용하여 소의 인슐린 구조를 밝혀내었다. 소의 인슐린의 경우, 21개의 아미노산을 가진 A사슬과, 30개의 아미노산을 가진 B사슬이 두 개의 이황화결합으로 연결되어 있다. 다른 포유류 동물들의 인슐린도 매우 유사한 단백질 1차, 2차 구조를 지니고 있다.
인슐린이 혈당량을 낮추는 작용은 2가지로 이루어진다. 먼저, 간세포에서 포도당을 글리코겐으로 저장시키는 작용이 있다. 그리고 혈액 내의 포도당을 세포 내로 이동시켜 포도당의 산화를 촉진시키는 작용이 있다.

## 같이 보기
- 혈당지수